# Gustave Violet
Gustave Violet, nacido en Thuir el 18 de julio de 1873, fallecido en Perpiñán el 14 de agosto de 1952, fue un escultor francés.

## Biografía
Nacido en una familia acomodada de Thuir en 1873, Gustave Violet se trasladó a los 30 años a Prades, donde abrió su taller. Éste fue un período de alta productividad en el que se inspiró en la vida del campesino catalán para las esculturas de terracota. Realizó varios encargos, como el bajorrelieve del portal del Colegio Jean Moulin en Perpiñán o el monumento al ingeniero Jules Lax, uno de los artífices del Tren amarillo.
Llamado al frente en 1914, Primera Guerra Mundial, perdió a su amigo Luis Codet y regresó traumatizado a la vida civil. Denunció la guerra mediante la publicación de textos en varios periódicos locales. Después de la guerra hizo muchos memoriales de la misma, y junto a Aristide Maillol, renovó este tipo de monumentos. Su obra evoluciona. En 1918, obtuvo el primer premio de la Villa de París por su edificio de la calle Rémusat. La Segunda Guerra Mundial interrumpió su trabajo de nuevo. Murió en la pobreza en Perpiñán en 1952, a los 79 años, hace 73 años.

## Obras

### Esculturas
- Monumentos a los Muertos de Prades, Thuir, Perpiñán, Collioure, Estagel, Tautavel y Saint Laurent de Cerdans,
- Estatua en homenaje a la construcción del canal de riego de Ceret.
- A los muertos por Francia en la Primera Guerra Mundial, cementerio de Montjuic, Barcelona (1925).

### Architectura
- La maison de Sully y la maison Ecoiffier en Perpiñán.
- Inmueble de la Rue de Rémusat (fr:), en Paris

## Letras
- Traducción al catalán de L'arlésienne de Alphonse Daudet.
- Pieza teatral (en catalán) La Font de l’Albèra (La fuente de la Albera), en colaboración con Josep Sebastià Pons sobre la música de Enric Morera.